# 23819 Tsuyoshi
23819 Tsuyoshi este un asteroid din centura principală de asteroizi.

## Descriere
23819 Tsuyoshi este un asteroid din centura principală de asteroizi. A fost descoperit pe 27 august 1998 la Stația Anderson Mesa în cadrul programului LONEOS. Asteroidul prezintă o orbită caracterizată de o semiaxă mare de 2,78 ua, o excentricitate de 0,08 și o înclinație de 3,4° în raport cu ecliptica.